# August Anton Wöhler

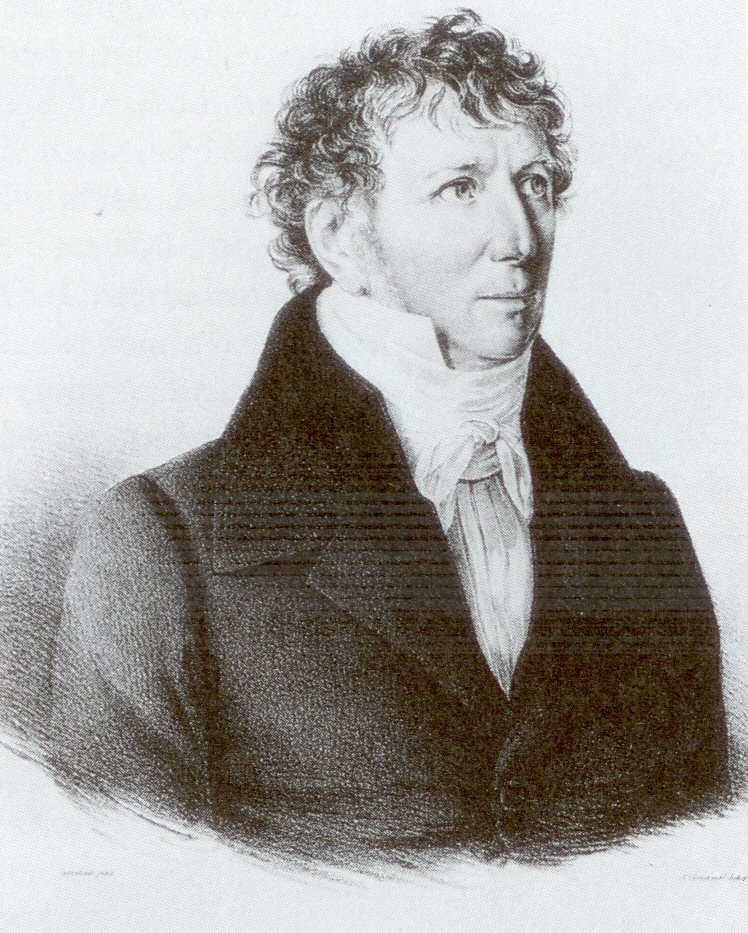
August Anton Wöhler

August Anton Wöhler (* 28. Januar 1771 in Rinteln; † 19. Juli 1850 in Rödelheim, heute Frankfurt am Main) war ein deutscher Tierarzt, Agrarwissenschaftler und Pädagoge. Er war der Vater des Chemikers Friedrich Wöhler (1800–1882).

## Leben
Wöhler war Sohn des landgräflich hessischen Oberbereiters Friedrich Wilhelm Wöhler. Er studierte Tierarzneikunde und Landwirtschaft in Marburg. 1798 wurde er von dem Kronprinzen und späteren Kurfürst Wilhelm II. in Hanau zum Stallmeister ernannt. In dieser Funktion war er verantwortlich für die Pferdezuchten des Kurfürsten und die Bewirtschaftung seiner Güter. Daneben erhielt er eine Reihe von Nebenämtern, u. a. als Intendant des Hoftheaters. Nach einem Eklat mit dem Kurfürsten verließ er Hanau und trat in die Dienste des Herzogs von Sachsen-Meiningen, während seine Frau bei ihrem Schwager, dem Pfarrer von Eschersheim, Unterkunft fand. Hier wurde auch Wöhlers erster Sohn Friedrich geboren.
1806 siedelte sich Wöhler als Privatmann in Rödelheim vor den Toren Frankfurts an. Aufgrund der musterhaften Führung des von ihm bewirtschafteten Hofgutes vertrauten ihm zahlreiche einflussreiche Grundbesitzer ihre Höfe zur Verwaltung an.
1812 berief ihn Großherzog Carl Theodor von Dalberg als Stallmeister nach Frankfurt am Main. Er verlegte seinen Wohnsitz in die Stadt, behielt aber sein Hofgut in Rödelheim.
1816 gehörte er zu den ersten Mitgliedern der Gesellschaft zur Beförderung nützlicher Künste und deren Hülfswissenschaften („Polytechnische Gesellschaft“). Ab 1821 leitete er ihre Geschicke, zunächst als Proponierender Secretär und ab 1826 als Präsident bis zu seinem Tod 1850. In seiner Amtszeit gründete die Polytechnische Gesellschaft acht Tochterinstitutionen, darunter die Frankfurter Sparkasse von 1822, 1837 die Stiftung Blindenanstalt und 1846 die „Wöhler-Stiftung zur Ausbildung junger Leute für den Gewerbe- und Handelsstand“, aus der später die heutigen Berufsschulen hervorgingen.
Nach Wöhler sind die 1870 gegründete Wöhlerschule – ein Gymnasium im Frankfurter Stadtteil Dornbusch – und die Wöhlerstraße im Westend benannt. Sein Grab befindet sich auf dem Friedhof Rödelheim.

## Familie
Wöhler heiratete am 7. April 1800 in Frankfurt am Main Anna Catharina Schroeder (* 30. Oktober 1773), Tochter von Georg Gerhard Schroeder und dessen Ehefrau Maria Carolina Schroeder. Das Ehepaar Wöhler hatte folgende bekannte Kinder:
- Friedrich Wöhler (* 31. Juli 1800; † 23. September 1882), deutscher Chemiker
- Helena Rebecca Wöhler (* 20. August 1803)
- Petronelle Elisabethe Caroline Wöhler (~ 29. Dezember 1813).[2]